# Esteban Morcillo Sánchez
Esteban Morcillo Sánchez (València, 1951) és un catedràtic de farmacologia de la Universitat de València (UV), de la qual va ser rector des del 2010 al 2018.

## Biografia

### Carrera acadèmica i investigadora
Llicenciat en medicina el 1974 a la UV, aconsegueix el doctorat dos anys més tard. Completa els seus estudis amb la beca de la Comissió Fulbright a diverses universitats dels Estats Units com la de Michigan o la Johns Hopkins, i també del Regne Unit com la Strathclyde de Glasgow (Escòcia).
Esteban Morcillo ha passat per tots els estaments universitaris: alumne, per a continuar com a becari, professor encarregat de curs, professor ajudant, professor agregat i, finalment, catedràtic d'universitat, primer en la Universitat d'Alcalá de Henares (1983), per a tornar definitivament als seus orígens universitaris en la Universitat de València (1990), d'on és rector en l'actualitat. Abans ha estat degà de la Facultat de Medicina i vicerector de política científica i investigació de la UV.
Autor de més de 150 publicacions a revistes internacionals indexades en Science citation index, majoritàriament sobre la farmacologia de l'asma i MPOC. També és autor de capítols i llibres de text sobre farmacologia i odontologia. La seua tasca investigadora ha estat finançada per diversos ministeris del Govern espanyol i la Generalitat Valenciana.

### Rector
El 2010 fou candidat a les eleccions rectorals de la UV, les quals guanyà en segona volta davant la catedràtica d'economia financera María Antonia García-Benau amb el 57,23 % dels vots. En la primera volta quedaren fora el catedràtic d'història Antoni Furió i el catedràtic d'economia aplicada Vicent Soler. Morcillo va rebre el suport majoritari dels professors universitaris. El procés electoral del 2010 estigué marcat pel nombre de candidatures (quatre), mai tan nombrós, que va obligar a la celebració de dues votacions, en primera i segona volta; i el fet que per primera volta es va postular una professora a candidata a rectora de la Universitat de València. Per a les eleccions del 2018 es deixà de presentar.

#### El seu equip de govern
| Nom                          | Càrrec                                                | Facultat                             |
| ---------------------------- | ----------------------------------------------------- | ------------------------------------ |
| Esteban Morcillo Sánchez     | Rector                                                | Facultat de Medicina i Odontología   |
| Maria José Añón Roig         | Secretària General                                    | Facultat de Dret                     |
| Máximo Ferrando Bolado       | Vicerector d'Economia                                 | Facultat d'Economia                  |
| Silvia Barona Vilar          | Vicerectora de Comunicació i Relacions Institucionals | Facultat de Dret                     |
| Maria Vicenta Mestre Escrivá | Vicerectora d'Ordenació Acadèmica i Professorat       | Facultat de Psicologia               |
| Antonio Ariño Villarroya     | Vicerector de Cultura i Igualtat                      | Facultat de Socials                  |
| Isabel Vázquez Navarro       | Vicerectora d'Estudis i Política Lingüística          | Escola Tècnica Superior d'Enginyeria |
| Olga Gil Medrano             | Vicerectora de Relacions Internacionals i Cooperació  | Facultat de Matemàtiques             |
| Rosa Marín Saez              | Vicerectora de Postgrau                               | Facultat de Farmacia                 |
| Pedro M.Carrasco Sorli       | Vicerector de Investigació i Política Científica      | Facultat de Ciències Biològiques     |
| Jorge Hermosilla Pla         | Vicerector de Participació i Projecció Territorial    | Facultat de Geografia i Història     |
| Clara Martínez Fuentes       | Vicerectora de Sostenibilitat, Campus i Planificació  | Facultat d'Economia                  |
| Daniel González Serisola     | Delegat del Rector per a Estudiants                   | Facultat de Dret                     |
| Joan Oltra Vidal             | Gerent                                                | --                                   |

## Reconeixements
Entre altres mèrits es pot assenyalar el Premi Galien d'Investigació en Farmacologia (2001), Acadèmic de Nom (electe) de la Reial Acadèmia de Medicina de la Comunitat Valenciana, president de la Societat Espanyola de Farmacologia (1997-99), Representant de la Societat Espanyola de Farmacologia a la Unió Internacional de Societats de Farmacologia (IUPHAR), i Membre de Societats Científiques estrangeres (The Johns Hopkins Medical and Surgical Association; British Pharmacological Society; European Respiratory Society) i nacionals (Societat Espanyola de Neumologia i Cirurgia Toràcica (SEPAR); Societat Espanyola de Farmacologia; Societat Espanyola de Farmacologia Clínica; Societat Espanyola de Ciències Fisiològiques).
A més, és o ha estat Vocal del Consell Assessor de la Fundació Valenciana d'Estudis Avançats (2001-2009), Coordinador del Programa Sectorial de Vida i Salut del Pla Valencià de Ciència i Tecnologia, Representant de la Comissió Interministerial de Ciència i Tecnologia (CICYT) en els Programes BIOMED2 i COST de la Unió Europea, Expert de la Comissió Interministerial de Ciència i Tecnologia (CICYT; Secció de Qualitat de Vida, Salut i Farmacologia), Agència Nacional d'Avaluació i Prospectiva (ANEP), i Fons d'Investigacions Sanitàries de la Seguretat Social (FIS-SS) en l'avaluació de Projectes Científics, Expert de l'Agència Espanyola del Medicament (Ministeri de Sanitat i Consum).
Ha participat en l'elaboració d'Informe d'Expert en processos de Reconeixement Mutu de Medicaments en la Unió Europea, Membre del Comitè Avaluador de Reaccions Adverses a Medicaments de la Comunitat Valenciana i del Comitè d'Avaluació Terapèutica de la Conselleria de Sanitat.
Membre del Comitè Editorial de revistes científiques estrangeres, com Fundamental and clinical pharmacology (Elsevier, París), i Pulmonary pharmacology & Therapeutics (Academic Press, Londres).